# Клосув (Західнопоморське воєводство)
Клосув (пол. Kłosów) — село в Польщі, у гміні Мешковиці Грифінського повіту Західнопоморського воєводства.
Населення — 205 осіб (2011).

## Демографія
Демографічна структура станом на 31 березня 2011 року:
|          | Загалом | Допрацездатний вік | Працездатний вік | Постпрацездатний вік |
| -------- | ------- | ------------------ | ---------------- | -------------------- |
| Чоловіки | 100     | 19                 | 68               | 13                   |
| Жінки    | 105     | 18                 | 57               | 30                   |
| Разом    | 205     | 37                 | 125              | 43                   |